# 송어류

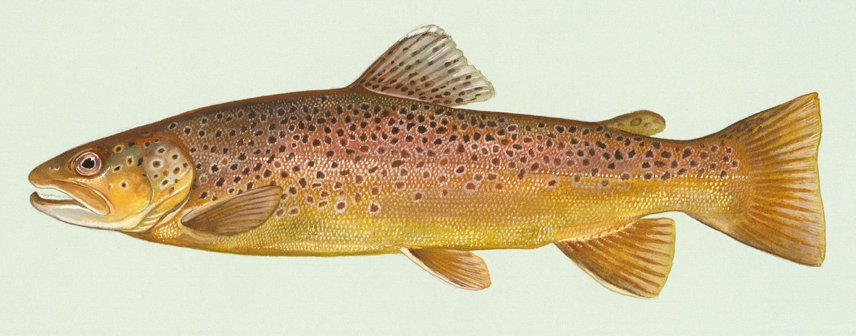

송어류(松魚類)는 연어과의 민물고기 가운데 식용하는 것을 부르는 말이다.
보통 다음 분류에 속하는 물고기를 통칭하나 연어류와는 구분한다.
- 곤들매기속 (Salvelinus)
- 송어속 (Salmo)
- 연어속 (Oncorhynchus)

곤들매기, 홍송어, 무지개송어, 산천어 등이 송어류에 속한다. 양식으로 키우는 송어인 무지개송어는 미국에서 양식용으로 개발된 어류로 1965년 대한민국에 수입되었다.